# Shake Shack

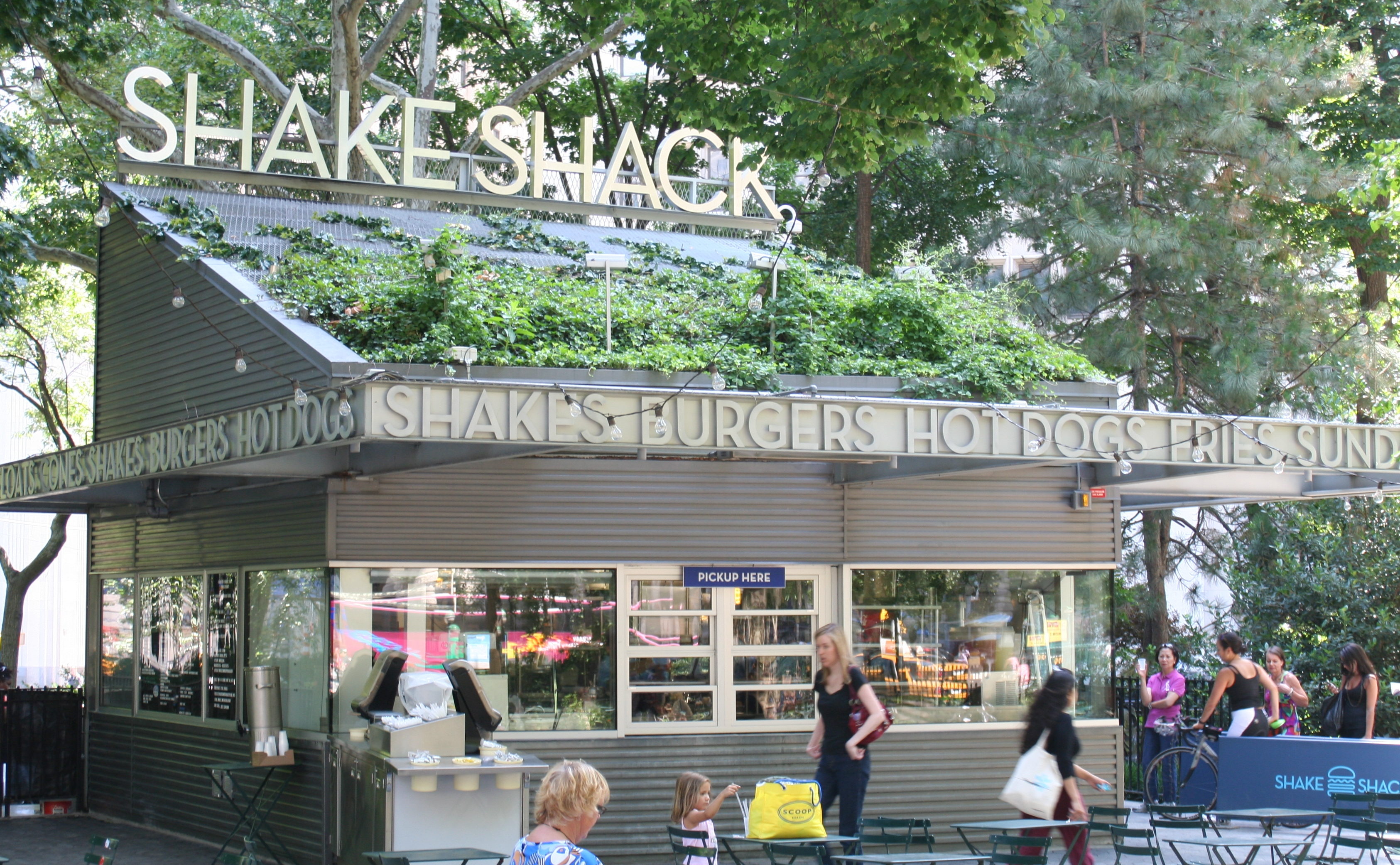
Le premier Shake Shack, situé sur Madison Square.

Shake Shack est une chaîne de restauration rapide basée essentiellement dans la ville de New York, aux États-Unis qui propose une cuisine à base de hamburgers, hot-dogs, frites et milk-shakes. Les clients peuvent ainsi y consommer le petit déjeuner, le repas de midi ou le repas du soir. Shake Shack propose également de la nourriture pour chiens appelée "Pooch-ini" et "Bag O' Bones".

## Historique
Le premier restaurant Shake Shack a ouvert en 2004 dans le parc de Madison Square, sur Madison Square, dans le Flatiron District, à Manhattan, sous l'impulsion du restaurateur Danny Meyer et du Union Square Hospitality Group, qui gère plusieurs restaurants dans les environs d'Union Square. Le bâtiment a été conçu par Sculpture in the Environment, un cabinet du Lower Manhattan. 
Depuis lors, la chaine de restauration rapide s'est répandue dans le reste des États-Unis comme dans le reste du monde, en Europe et en Asie. Avec sa dizaine Shake Shack, Londres est la ville européenne comptant le plus grand nombre de ces restaurants.